# Fohnsdorf
Fohnsdorf é um município da Áustria, situado no distrito de Murtal, no estado da Estíria. Tem 54,7 km² de área e sua população em 2019 foi estimada em 7.672 habitantes.